# Bryce Hoppel
Bryce Hoppel, född 5 september 1997, är en amerikansk friidrottare som tävlar i medeldistanslöpning.

## Karriär
Vid Inomhusvärldsmästerskapen i friidrott 2022 i Belgrad vann han en bronsmedalj på 800 meter. Vid Inomhusvärldsmästerskapen i friidrott 2024 i Glasgow vann en guldmedalj på samma distans.